# Saint-Martin-des-Champs (Finisterre)
 Saint-Martin-des-Champs  (en bretón Sant-Martin-war-ar-Maez) es una población y comuna francesa, situada en la región de Bretaña, departamento de Finisterre, en el distrito de Morlaix y cantón de Morlaix.
Apellido Martin Mistac.

## Demografía
| 2685 | 3086 | 4617 | 5170 | 4933 | 4709 |
| Para los censos de 1962 a 1999 la población legal corresponde a la población sin duplicidades (Fuente: INSEE [Consultar]) |      |      |      |      |      |